# Wapen van Hoogezand-Sappemeer
Het wapen van de Nederlandse gemeente Hoogezand-Sappemeer werd op 28 november 1951 bij koninklijk besluit verleend. Vanaf 2018 is het wapen niet langer als gemeentewapen in gebruik omdat de gemeente Hoogezand-Sappenmeer in de nieuwe gemeente Midden-Groningen op is gegaan.
De gemeente Hoogezand-Sappemeer is per 1 april 1949 ontstaan na het samenvoegen van de gemeenten Hoogezand en Sappemeer. Kunstenaar Nico Bulder heeft elementen van de wapens van Sappemeer (1882) en Hoogezand (1902) samengesmeed tot een wapen.
Op de bovenste helft (Hoogezand) is in rood een gouden tandwiel afgebeeld, symbool voor de machinebouw. Rechts van het tandwiel staat een klinkhamer en links een timmermanshamer, beide symbolen van de scheepsbouw. Het Hoogezandster deel is met een zwaluwstaartverbinding verbonden aan het Sappemeerster deel. Hierop staat in groen een zilveren ploeg, symbool voor de landbouw. Onder in het wapen aan aantal golven, die duiden op het in de 17e eeuw drooggelegde Sapmeer. Het gemeentewapen is beladen met een gouden kroon met drie bladeren en twee parels.
In 1956 werd de vlag van Hoogezand-Sappemeer vastgesteld, die is gebaseerd op het gemeentewapen. In 2017 werd het tandwiel uit het wapen opgenomen als element in het wapen van Midden-Groningen.

## Verwante wapens

Wapen van Hoogezand
Wapen van Sappemeer

Adorp
· Aduard
· Appingedam
· Baflo
· Bedum
· Beerta
· Bellingwedde
· Bellingwolde
· Bierum
· De Marne
· Delfzijl 
· Eemsmond
· Eenrum
· Ezinge
· Finsterwolde
· Grijpskerk
· Grootegast
· Haren
· Hefshuizen
· Hoogezand
· Hoogezand-Sappemeer
· Hoogkerk
· Kantens
· Kloosterburen
· Leek
· Leens
· Loppersum
· Marum
· Meeden
· Menterwolde
· Middelstum
· Midwolda
· Muntendam
· Nieuweschans
· Nieuwe Pekela
· Nieuwolda
· Noordbroek
· Noorddijk
· Oldehove
· Oldekerk
· Onstwedde
· Oosterbroek
· Oude Pekela
· Reiderland
· Sappemeer
· Scheemda
· Slochteren
· Stedum
· Ten Boer
· Termunten
· Uithuizen
· Uithuizermeeden
· Ulrum
· Usquert
· Vlagtwedde
· Warffum
· Wedde
· Wildervank
· Winschoten
· Winsum
· 't Zandt
· Zuidbroek
· Zuidhorn